# 境主
境主，又稱境主公、境主尊神、境主尊王、統境尊王、本境大王等，是中國民間信仰中的地方行政神祇。
有時信眾會把「信仰中心的主神」稱為「境主」，如臺灣新北市淡水區人稱淡水清水巖的清水祖師為「境主」；高雄市鳳山區五甲龍成宮稱天上聖母、清水祖師、戴府元帥為「三境主」，此「境主」並非地方行政神，而為「信仰中心的主神」的意思。

## 簡介
「境主」之名稱可溯至福建的行政區劃，自元代以來即有境、舖、都、社等劃分，通常一舖分為若干境，各自有對應的信仰神祇，又一般街市大約都屬「境」的層級，因此各區域廟宇所祀地方管轄神也就稱為「境主」。
也有人認為，有城（城牆）和隍（護城河）的地區，其護境神為城隍爺；沒有城池範圍的村莊市鎮，其護境神才稱為「境主公」或「統境尊王」，有些地方甚至還建有以「境主公」為主神的廟宇，如称“大王宫”。臺灣主祀境主公的廟宇有新竹市北區樹林頭境福宮、臺南市七股區頂潭寮永安宮等。

## 註解
1. ↑  該廟同時主祀境主公與城隍爺，兩神為兄弟關係。[2]